# Hasan Gemici
Hasan Gemici (Giresun, Giresun, 15 de junho de 1927 — İzmit, Cocaeli, 25 de junho de 2001) foi um lutador de luta livre turco.

## Carreira
Foi vencedor da medalha de ouro na categoria até 52 kg em Helsínquia 1952.